# Chevy Chase Village
Chevy Chase Village és una població dels Estats Units a l'estat de Maryland. Segons el cens del 2000 tenia 2.043 habitants.

## Demografia
Segons el cens del 2000, Chevy Chase Village tenia 2.043 habitants, 704 habitatges, i 601 famílies. La densitat de població era de 1.923,9 habitants per km².
Dels 704 habitatges en un 43,3% hi vivien nens de menys de 18 anys, en un 79,5% hi vivien parelles casades, en un 4,7% dones solteres, i en un 14,5% no eren unitats familiars. En el 12,5% dels habitatges hi vivien persones soles el 8,9% de les quals corresponia a persones de 65 anys o més que vivien soles. El nombre mitjà de persones vivint en cada habitatge era de 2,9 i el nombre mitjà de persones que vivien en cada família era de 3,11.
Per edats la població es repartia de la següent manera: un 29% tenia menys de 18 anys, un 4% entre 18 i 24, un 14,5% entre 25 i 44, un 38,2% de 45 a 60 i un 14,2% 65 anys o més.
L'edat mediana era de 46 anys. Per cada 100 dones de 18 o més anys hi havia 90,2 homes.
Entorn de l'1,3% de les famílies i el 2% de la població estaven per davall del llindar de pobresa.

## Poblacions més properes
El següent diagrama mostra les poblacions més properes.